# Gran Premio Costa degli Etruschi
Der Gran Premio Costa degli Etruschi (dt. Großer Preis der Etruskerküste) war ein italienisches Straßenradrennen.
Das Eintagesrennen wurde 1996 zum ersten Mal ausgetragen und fand seitdem bis 2017 jährlich im Februar zu Beginn der Radsportsaison statt. Austragungsort war die Provinz Livorno in der Toskana, mit Start in San Vincenzo und Ziel in Donoratico auf der Via Aurelia. Seit Einführung der UCI Europe Tour 2005 zählte das es zu dieser Rennserie und war in die Kategorie 1.1 eingestuft. Rekordsieger ist der italienische Sprinter Alessandro Petacchi, der das Rennen sechsmal hintereinander für sich entscheiden konnte.

## Sieger
- 2017  Diego Ulissi
- 2016  Grega Bole
- 2015  Manuel Belletti
- 2014  Simone Ponzi
- 2013  Michele Scarponi
- 2012  Elia Viviani
- 2011  Elia Viviani
- 2010  Alessandro Petacchi
- 2009  Alessandro Petacchi
- 2008  Alessandro Petacchi
- 2007  Alessandro Petacchi
- 2006  Alessandro Petacchi
- 2005  Alessandro Petacchi
- 2004  Jurij Metluschenko
- 2003  Jaan Kirsipuu
- 2002  Jurij Metluschenko
- 2001  Fabio Sacchi
- 2000  Mario Cipollini
- 1999  Endrio Leoni
- 1998  Mario Cipollini
- 1997  Biagio Conte
- 1996  Fabrizio Guidi